# Ceracis obrieni
Ceracis obrieni is een keversoort uit de familie houtzwamkevers (Ciidae). De wetenschappelijke naam van de soort werd in 1967 gepubliceerd door John F. Lawrence.